# Imagine Publishing
Imagine Publishing is een Brits mediabedrijf. Het bedrijf publiceert videogames-, computer-, creatieve en lifestylemagazines.
Het ontstond op 14 mei 2005, en maakte zichzelf bekend door een zestal gaming en creatieve computermagazines. In november 2005 gaf Imagine Publishing het enige retro gamemagazine uit, Retro Gamer, nadat zijn vorige uitgever, Live Publishing failliet raakte. In het begin van 2006 verkreeg het verder de rechten op het publiceren van een behoorlijk aantal titels waaronder games™, Play, Powerstation, X-360, Digital Photographer en iCreate.